# Probarbus jullieni
Probarbus jullieni és una espècie de peix cipriniforme de la família dels ciprínids.

## Morfologia
- Els mascles poden assolir 150 cm de longitud total[3] i 70 kg de pes.[4][5]

## Alimentació
Menja plantes aquàtiques, insectes i mol·luscs.

## Hàbitat
És un peix demersal i de clima tropical.

## Distribució geogràfica
Es troba a Àsia: conques dels rius Mekong, Chao Phraya i Meklong a Indoxina i Tailàndia, i dels rius Perak i Pahang a Malàisia.